# Coucy-lès-Eppes
Coucy-lès-Eppes – miejscowość i gmina we Francji, w regionie Hauts-de-France, w departamencie Aisne.
Według danych na styczeń 2014 roku gminę zamieszkiwało 598 osób, a gęstość zaludnienia wynosiła 98,8 osób/km².